# هلک سورنسن
هلک سورنسن (انگلیسی: Helle Sørensen؛ زادهٔ ۲۲ مهٔ ۱۹۶۳) دوچرخه‌سوار زن اهل دانمارک است.